# Talmid
Talmid es la banda judía mesiánica cuyo objetivo principal es presentar las jadashot (noticias) de Yeshúa a todas las personas que necesiten ver su Luz y Salvación, a los Judíos primeramente y luego a los Gentiles.

## Orígenes
En principio, forman parte del grupo de adoración de la Congregación Bet El Shadai en Caracas, Venezuela. Desde 1998 han participado en diferentes conferencias judío mesiánicas de Venezuela y en el exterior. También han sido invitados a distintas iglesias enseñándoles con su música sobre las raíces hebreas de la fe dentro de su estilo, que se trata de una fusión entre los ritmos tradicionales hebreos y música contemporánea, buscando el sonido y la identidad que lograron en su época bandas como LAMB e ISRAEL'S HOPE.

## Discografía
A finales del año 2003 lanzaron lo que fue su primera producción denominada Talmid (el mismo nombre de la banda) para dar un paso adelante en lo que es la evolución de su grupo.
Tratando de aportar al movimiento artístico judío mesiánico de Latinoamérica para extender el Reino de Elohim entre el pueblo de Israel y hacer un llamado importante para preservar las raíces judías, pues el hecho de creer que Yeshúa los ayuda a comprender mejor por qué son del Pueblo Judío y a ser completos en Elohim.

### Álbum "Talmid"
1. Yeshua Es El Vencedor
2. Vehaer Eineinu
3. Yismeju' HaShamaim
4. Od Yishama
5. Bone' Yerushalaim
6. Shofar
7. A Ti' Te Entrego
8. Eliahu Ha Navi
9. Santo Ante Ti
10. Seguire' Tu Torah
11. Tantz A La Talmid